# 시편 12편
시편 12편은 열두 번째 시편이다. 그리스어 70인역과 라틴 불가타에서는 시편 11편이 "Salvum me fac"라는 약간 다른 번호로 되어 있다. 저자는 전통적으로 다윗 왕에게 할당된다.
시편은 유대교, 가톨릭, 루터교, 성공회 및 기타 개신교 전례의 정규 부분을 형성한다.

## 내용
1. 여호와여 도우소서 경건한 자가 끊어지며 충실한 자들이 인생 중에 없어지나이다
2. 그들이 이웃에게 각기 거짓을 말함이여 아첨하는 입술과 두 마음으로 말하는도다
3. 여호와께서 모든 아첨하는 입술과 자랑하는 혀를 끊으시리니
4. 그들이 말하기를 우리의 혀가 이기리라 우리 입술은 우리 것이니 우리를 주관할 자 누구리요 함이로다
5. 여호와의 말씀에 가련한 자들의 눌림과 궁핍한 자들의 탄식으로 말미암아 내가 이제 일어나 그를 그가 원하는 안전한 지대에 두리라 하시도다
6. 여호와의 말씀은 순결함이여 흙 도가니에 일곱 번 단련한 은 같도다
7. 여호와여 그들을 지키사 이 세대로부터 영원까지 보존하시리이다
8. 비열함이 인생 중에 높임을 받는 때에 악인들이 곳곳에서 날뛰는도다

### 히브리어 버전
| 절 | 내용                                                               |
| -- | ------------------------------------------------------------------ |
| 1  | .לַמְנַצֵּחַ עַל-הַשְּׁמִינִית, מִזְמוֹר לְדָוִד                                      |
| 2  | .הוֹשִׁיעָה יְהוָה, כִּי-גָמַר חָסִיד: כִּי-פַסּוּ אֱמוּנִים, מִבְּנֵי אָדָם                 |
| 3  | .שָׁוְא, יְדַבְּרוּ--אִישׁ אֶת-רֵעֵהוּ: שְׂפַת חֲלָקוֹת--בְּלֵב וָלֵב יְדַבֵּרוּ                 |
| 4  | .יַכְרֵת יְהוָה, כָּל-שִׂפְתֵי חֲלָקוֹת-- לָשׁוֹן, מְדַבֶּרֶת גְּדֹלוֹת                      |
| 5  | .אֲשֶׁר אָמְרוּ, לִלְשֹׁנֵנוּ נַגְבִּיר--שְׂפָתֵינוּ אִתָּנוּ: מִי אָדוֹן לָנוּ                  |
| 6  | :מִשֹּׁד עֲנִיִּים, מֵאֶנְקַת אֶבְיוֹנִים .עַתָּה אָקוּם, יֹאמַר יְהוָה; אָשִׁית בְּיֵשַׁע, יָפִיחַ לוֹ |
| 7  | :אִמְרוֹת יְהוָה, אֲמָרוֹת טְהֹרוֹת .כֶּסֶף צָרוּף, בַּעֲלִיל לָאָרֶץ; מְזֻקָּק, שִׁבְעָתָיִם       |
| 8  | .אַתָּה-יְהוָה תִּשְׁמְרֵם; תִּצְּרֶנּוּ, מִן-הַדּוֹר זוּ לְעוֹלָם                           |
| 9  | .סָבִיב, רְשָׁעִים יִתְהַלָּכוּן; כְּרֻם זֻלּוּת, לִבְנֵי אָדָם                           |

## 구조
궁켈(Gunkel)은 시편을 다음과 같이 나눈다.
1. 2-2절: 도와달라는 짧은 외침 후에 거짓이 만연하다는 불평
2. 4-5절: 여호와가 개입하기를 원함
3. 6절: 위로는 여호와의 구원이 이제 나타나심이라
4. 7-9절: 정답: 여호와의 말씀을 찬양하라